# 나데즈다 만델시탐
나데즈다 야코블레브나 만델시탐 (러시아어: Надежда Яковлевна Мандельштам, IPA: [nɐˈdʲeʐdə ˈjakəvlʲɪvnə mənʲdʲɪlʲˈʂtam]; 본명: 하지나 [Хазина]; 1899년 30 October(율리우스력 18 October) – 29 December 1980)은 러시아-유대인 작가, 번역가, 교육자, 언어학자, 회고록 작가이다. 
그녀는 남편 오시프 만델시탐과 그들이 마주했던 억압적인 스탈린주의 정권에 대한 두 권의 회고록을 썼다: 희망 대 희망 (1970)과 버려진 희망 (1974)으로, 둘 다 서구에서 영어로 처음 출판되었고 맥스 헤이워드가 번역했다.

## 어린 시절과 교육
나데즈다 야코블레브나 하지나는 1899년 10월 30일 러시아 남부 사라토프의 중산층 유대인 가정에서 태어났다.
그녀의 아버지 야코프 아르카데예비치 하진은 세례를 받은 유대인 변호사였으며, 얌필의 칸토니스트인 하임-아론 하진의 아들이었다. 그녀의 아버지는 수학과 법률 분야의 학력을 가진 교육받은 사람이었다. 젊은 나이에 그는 법률을 선택했고, 그로 인해 가족을 부양할 만큼 충분한 이익을 얻었다. 그녀의 어머니 베라 야코블레브나 하진은 소련에서 의사 훈련을 마친 최초의 여성 그룹 중 한 명이었다.
그녀의 회고록에 따르면, 그녀가 태어났을 때 가족이 재정적인 어려움을 겪고 있었기 때문에, 사제는 그녀를 나데즈다(희망)라고 이름 지으라고 조언했다. 그녀의 출생 후 사제의 예언은 "실현"되었는데, 그녀의 가족은 아버지의 일 때문에 키예프로 이사했고 그는 다시 돈을 벌기 시작했다.
나데즈다 만델시탐은 네 명의 자녀 중 막내였다. 그녀의 형제자매는 알렉산드르(1892–1920)와 예브게니(1893–1974) 형제였고, 가장 나이가 많은 언니는 안나(1888–1938)였다. 두 오빠는 백군에 자원했고, 알렉산드르는 28세에 사망한 것으로 알려졌지만, 예브게니는 80세까지 살았다. 예브게니는 여동생 나데즈다보다 정확히 6년 먼저 태어나고 사망했다.
그녀의 가족은 여행을 할 만큼 부유했고, 나데즈다는 자주 아팠기 때문에 어렸을 때 유럽으로 자주 여행을 갔다. 1905년부터 1914년 사이에 그녀는 스위스에서 2년간 살았으며, 독일, 프랑스, 이탈리아, 스웨덴도 여행했다. 이 여행 덕분에 그녀는 프랑스어와 독일어뿐만 아니라 영어를 배웠다.
가족은 유대교를 지키지 않았고, 러시아 정교회 휴일을 지냈다. 나중에 그들은 기독교로 개종했다. 가족은 아버지의 일과 더 큰 도시의 문화 및 교육 기회를 위해 키이우 (현재 우크라이나)로 이사했다. 거기서 그녀는 학교에 다녔다. 김나지움 (중등 학교) 후에 나데즈다는 미술을 공부했다. 전통적인 학교 교육이나 사회적 기대의 제약 없이 성장한 그녀는 부모님의 보살핌과 관대한 보살핌 아래 번창했다. 특히 그녀의 아버지는 그녀의 반항적인 본성을 길러주며, 엄격한 가부장제로부터 그녀를 보호하고 그녀 자신의 관심사를 추구하도록 격려했으며, 이는 그녀가 전통적인 여성성의 이상을 거부하는 결과로 이어졌다.

## 개인 생활
젊은 시절, 나데즈다는 아방가르드 예술가 알렉산드라 엑스터의 스튜디오에서 공부하며 모더니즘 예술계에 몰두했다. 그녀는 상류 사회가 고수하는 여성의 이상화된 이미지를 거부하고, 성적 솔직함, 비공식적인 관계, 그리고 편안함과 동반자로 특징지어지는 우정을 받아들였다. 그녀는 자신의 세대가 결혼 제도를 해체하는 책임이 있다고 보았으며, 이것을 성과로 여겼다. 그녀의 관점에서는 비공식적인 관계가 거짓말 위에 세워진 전통적인 결혼보다 종종 더 강한 결합을 낳았다.
아이를 갖는 것에 대한 그녀의 무관심에도 불구하고, 아나이다 후다베르댠의 일화적인 기록에 따르면 그녀와 오시프 만델시탐 둘 다 아이를 간절히 원했다고 한다. 후다베르댠은 또한 그녀가 특히 아들을 원했다고 밝혔다.
동시대 사람들에 따르면, 나데즈다의 외모와 행동은 관습을 따르지 않았다. 이리나 오도옙체바의 회고록에서, 그녀는 남편인 러시아 시인이자 수필가인 게오르기 이바노프와 함께 만델시탐의 집에 방문했을 때 나데즈다의 모습을 묘사했다. 상점에서 돌아오는 나데즈다의 복장은 "짧은 머리에 담배를 입에 문 갈색 양복을 입고 있었다"고 묘사되었는데, 이는 당시 여성들에게는 볼 수 없는 모습이었다. 나중에 나데즈다 만델시탐은 자신의 회고록에서 이 이야기를 반박하며, 실제로는 평범한 줄무늬 잠옷을 입고 있었다고 말했다.
오도옙체바는 이바노프가 나데즈다 만델시탐의 이러한 복장을 보고 젊은 남자로 오인하여 그녀의 손에 키스해야 할지 말아야 할지 망설였다고 전했다. 심지어 그녀의 남편 오시프 만델시탐조차 그녀의 스타일을 못마땅해하며, "내 옷은 맞지 않으니 더 이상 내 양복을 훔치지 마"라고 아내에게 말한 것으로 전해진다.
이리나 오도옙체바는 이에 대해, 전통적인 여성 패션에 도전하기 위해 몇 년 후에야 등장한 마를레네 디트리히가 아니라, 사실은 나데즈다 만델시탐이 "바지를 입은 최초의 여성"이라고 언급했다. 그녀의 스타일은 단순히 미적 선택이 아니라 삶에 대한 더 넓은 혁명적 접근 방식의 일부였다.

## 결혼과 우정

### 오시프 만델시탐과의 관계
나데즈다는 러시아 시인, 번역가, 수필가, 문학 학자인 오시프 만델시탐의 아내였는데, 그는 1938년 시베리아 굴라크로 가는 수송 수용소에서 사망했다.
나데즈다는 1919년 5월 1일 키예프의 "흘람" 나이트클럽에서 시인 오시프 만델시탐을 처음 만났다. 그들의 만남을 목격한 문학 평론가이자 시인 알렉산드르 데이치는 자신의 일기에서 그들의 연결이 즉각적이었다고 기록했다: 오시프는 자신의 시를 읽으면서 나데즈다에게 완전히 집중했다. 1919년 5월 23일까지 데이치는 그 둘이 이미 떨어질 수 없는 커플이었고, 그들의 결혼은 1921년에서 1922년 사이에 이루어졌다고 언급했다. 그러나 그들은 1년 반 동안 따로 살아야 했다. 이러한 분리에도 불구하고, 그들의 유대는 편안함과 필연성으로 정의되며 지속되었다. 페오도시야에서 쓰인 오시프의 편지는 나데즈다에 대한 그의 감정적 의존성을 보여준다. 그들의 별거는 1921년 3월 오시프가 키이우로 돌아와 나데즈다를 데리고 가면서 끝이 났다.
그들은 처음에는 우크라이나에 살았지만, 1922년에 페트로그라드로 이주했다. 나중에 그들은 모스크바와 조지아에 살았다. 결혼 초기 몇 년 동안, 오시프는 나데즈다를 더 넓은 사회적 관계로부터 멀리하며, 그녀가 시에 대한 더 깊은 이해를 갖도록 이끌었다.
그들은 서로를 사랑했지만, 그들의 관계에는 어려움이 있었다. 오시프는 시인 올가 박셀과 바람을 피웠고, 그녀에게 4편의 시를 헌정했다. 바람을 알게 된 나데즈다는 떠나겠다고 위협했지만, 오시프는 그들의 관계를 재건하기 위해 노력했다. 박셀의 자살 전 개인 회고록은 오시프와의 관계를 존경과 양가감정이 뒤섞인 감정으로 묘사한다. 박셀은 또한 나데즈다가 자신을 "유혹"하려 했다고 주장했지만, 그녀는 로맨틱하게 남성과 여성 모두에게 무관심했다고 밝혔다. 불륜에도 불구하고, 박셀은 나데즈다에게 동정심을 표현하며, 그녀를 어려운 관계를 헤쳐나가는 강한 여성으로 보았다.
만델시탐 가정에는 러시아 역사가 엠마 게르슈타인이 "추악함의 숭배"라고 불렀던 것이 존재했는데, 육체적 불완전함이 숨겨지지 않고 인정되고 심지어 찬양되었다. 이것은 개방성과 자유로운 의사소통의 분위기를 조성하여 만델시탐 가정을 더욱 가깝게 만들었다.

#### 오시프 만델시탐의 체포
오시프 만델시탐은 1934년 "스탈린 에피그램"이라는 시로 체포되어 페름주의 체르딘으로 망명되었다. 나데즈다는 그와 동행했다. 나중에 형량은 경감되어 러시아 남서부의 보로네시로 이주할 수 있었지만, 여전히 예술 및 문화 중심지였던 가장 큰 도시들에서는 추방되었다.
1938년 5월 오시프 만델시탐의 두 번째 체포와 그해 블라디보스토크 근처의 "브토라야 레치카" 수송 수용소에서 그의 사망 이후, 나데즈다 만델시탐은 거의 유랑민의 삶을 살았다. 당시의 억압을 고려할 때, 그녀는 예상되는 체포를 피하려고 노력했으며, 거주지를 자주 바꾸고 임시직만을 가졌다. 적어도 한 번은 칼리닌에서 그녀가 도주한 다음 날 내무인민위원부가 그녀를 찾아왔다.
소련 정권을 비판하는 오시프의 시가 발견될 가능성 때문에 빈곤과 끊임없는 두려움 속에서 살면서도 그들의 관계는 지속되었다. 오시프가 아르메니아로 여행하고 시를 다시 쓰기 시작한 것은 그들이 점점 더 많은 박해에 직면했음에도 불구하고 그들 사이의 행복한 시기를 나타냈다. 나데즈다는 나중에 오시프에게 자신의 초기 "복종"을 "훈련사의 손에 있는 말"에 비유하며 묘사했다. 그가 처음에는 지배적인 역할을 했지만, 시간이 지나면서 그들의 역동성은 바뀌었다. 그는 더 이상 보호자이자 친구가 되었다. 그녀는 떠날 기회가 있었음에도 불구하고 반복해서 머물기로 선택했다.
오시프는 "시간의 소음"(Шум Времени)을 그녀에게 단편적인 폭발로 받아쓰게 했고, 종종 오랫동안 혼자 서성이다가 갑자기 자신의 말을 적어 달라고 요구했다. 때로는 너무 빨리 받아쓰게 해서 그녀가 따라잡기 힘들었고, 다른 때에는 과정이 더 느렸다. 그는 그녀가 잊어버린 단어를 본능적으로 채워주기를 기대했는데, 이 작업은 점점 더 어려워졌다.
그녀의 삶의 사명으로서, 그녀는 언젠가 출판될 것을 목표로 남편의 시적 유산을 보존하기 위해 노력했다. 나데즈다는 오시프의 시를 보존하는 것을 자신의 책임으로 여겼고, 필사본이 너무 위험하다는 것을 알고 그의 작품을 기억 속에 새겨 그의 말이 사라지지 않도록 했다.
시간이 지나면서 나데즈다는 남편의 시 구절을 잊고 있다는 것을 깨닫고 공황 상태에 빠지기 시작했다. 친한 친구 보리스 쿠진에게 보낸 편지에서 그녀는 남편의 시에 대한 기억을 잃어버리는 것에 대한 고통을 표현했다.
그들의 삶이 더욱 위태로워졌음에도 불구하고, 나데즈다는 오시프 곁에 머물렀다. 1938년 굴라크에서 그의 죽음은 전환점이었지만, 그녀는 그의 유산을 계속 보존하여 그의 시와 그들의 공유된 역사가 지워지지 않도록 했다. 수년 후, 그녀는 다른 작가들과 협력하여 오시프 만델시탐의 작품을 출판할 수 있었다.

### 안나 아흐마토바
나데즈다 만델시탐은 차르스코예 셀로에서 안나 아흐마토바를 만나기 전까지는 그녀를 거의 알지 못했다. 그들의 첫 만남은 1924년 가을, 나데즈다와 오시프가 모스크바에서 레닌그라드로 이사한 후에 이루어졌다. 그해 가을, 오시프가 모르스카야 거리의 새집에 가구를 가져오기 위해 모스크바에 있는 동안, 아흐마토바가 방문했다.
이 만남에도 불구하고, 나데즈다와 아흐마토바의 관계는 멀리 떨어져 있었고, 따뜻함보다는 경외심으로 특징지어졌다. 바실리사 슈클롭스카야와 같은 다른 여성들과의 진정한 감정적 연결과는 달리, 나데즈다는 아흐마토바에게 비슷한 애정을 표현한 적이 없었다. 대신, 그들의 상호작용에는 미묘한 긴장이 있었다. 그녀는 불편함을 미묘하게 암시하며 자신이 포용되기보다는 용납되었다고 느꼈음을 시사했다. 이러한 불안감은 아흐마토바의 시에 대한 그녀의 견해로 이어졌다. 나데즈다는 아흐마토바의 초기 연애시가 너무 많은 자아와 자기애를 반영한다고 믿어 비판적이었다.
나데즈다에게 전통적인 여성성의 개념을 거부하는 것은 일종의 해방이었다. 그녀는 자신의 전통적인 아름다움의 부족이 자신을 "자유롭게" 만들었고, 이 자유가 그녀로 하여금 여성성에 대한 사회적 기대를 거부하게 했다고 믿었다. 이와 대조적으로, 그녀는 아흐마토바를 "숙녀다움"이라는 거짓에 갇혀 있다고 보았는데, 이는 전통적인 여성성이 그녀의 진정한 자아를 가렸다고 생각했다. 이러한 관점은 리디아 추코프스카야에 의해 도전받았는데, 그녀는 여성성이 예술적 또는 도덕적 권위를 방해한다는 나데즈다의 믿음에 동의하지 않았다. 그녀는 문학에서 여성의 역할에 대한 더 넓은 질문 속에 그들의 차이점을 설정하며, 여성성이 의식적으로 억제되지 않으면 예술적 및 도덕적 권위를 가릴 수 있다고 제안했다.
나데즈다의 회고록은 또한 자신, 오시프, 아흐마토바 사이의 복잡한 삼각 관계를 미묘하게 암시한다. 그녀는 때때로 자신을 외부인, 즉 그들의 상호작용에서 "세 번째 사람"처럼 느꼈다고 제안한다. 그럼에도 불구하고, 두 여성 사이에는 공유된 이해의 순간들이 있었다. 1963년 12월 27일, 오시프의 사망 25주년에 아흐마토바는 나데즈다에게 그들의 공유된 슬픔과 역사를 인정하는 편지를 썼다. 나데즈다의 답장은 아흐마토바의 동반자와 시에서의 공통된 유대에 대한 그녀의 의존의 깊이를 보여주었다. 그러나 아흐마토바의 사망 후, 나데즈다가 그들의 관계를 묘사하는 방식은 변한 것처럼 보였다.
시인 아나톨리 나이만은 나중에 자신의 회고록에서 나데즈다가 아흐마토바와 오시프 모두에게 지적 우월성을 암시하는 것처럼 보였다고 언급했다. 의도적이었든 아니었든, 이 마지막 묘사는 나데즈다가 자신을 근본적으로 다르고, 더 독립적이며, 더 회복력이 강하고, 아마도 더 자기 인식이 높은 사람으로 보았다는 생각을 강화했다.

## 말년
끔찍한 세월 동안 나데즈다 만델시탐은 대학 학위를 취득하고 여러 지방 도시에서 영어를 가르쳤다. 이오시프 스탈린이 1953년 3월 5일 사망하고 정부의 억압이 완화된 후, 그녀는 학업으로 돌아와 언어학 학위 논문을 완성했다(1956).
그녀는 오시프 만델시탐의 1차 재활 (제1차 니키타 흐루쇼프 정권 아래) 이후인 1964년까지 모스크바로 돌아올 수 없었다. 그녀는 1950년대 후반의 "해빙"기까지 20년을 일종의 내부 망명 상태에서 보냈다. 나데즈다는 자신의 회고록을 쓰기 시작했고, 1970년 《희망 대 희망》이라는 제목으로 영어로 출판되었는데, 이는 부분적으로 남편의 기억을 복원하고 자신의 투쟁을 통합하는 방법이었다. 이는 1960년대 소련에서 사미즈다트 형태로 처음 유포되었다.
1975년 나데즈다 만델시탐을 만난 회고록에서 켄트 대학교 은퇴 교수 에드워드 그린우드는 그녀를 국가보안위원회의 감시를 두려워하는 편집증적이고 걱정이 많은 사람으로 묘사한다. 그녀는 모스크바의 작은 1층 아파트에 살았으며 15년 이상 해외여행을 한 적이 없었다. 그녀는 해외와도 소통하지 않았는데, 그린우드에게 러시아 내부나 외부에서 어떤 우편물도 자신에게 도달할 수 없다고 말했다. 1976년, 만델시탐은 자신의 아카이브를 미국 프린스턴 대학교에 기증했다.
1979년, 그녀의 심장병이 악화되어 1980년 12월 초에 침상에 누웠다. 나데즈다 만델시탐은 1980년 12월 29일 모스크바에서 사망했다. 장례식은 러시아 정교회 예식으로 치러졌으며, 성시는 1981년 1월 1일 성모 마리아 성당에서 거행되었다. 그녀는 1981년 1월 2일 쿤체보 묘지에 묻혔다.

## 작품
나데즈다는 오시프 만델시탐과의 삶과 억압적인 스탈린주의 정권에 대한 두 권의 회고록을 썼다: 희망 대 희망 (1970)과 버려진 희망 (1974)으로, 둘 다 서방 세계에서 영어로 처음 출판되었고 맥스 헤이워드가 번역했다.
그녀의 회고록인 희망 대 희망 (1970, 1977)과 버려진 희망 (1974, 1981)은 서구에서 처음 출판되었는데, 그녀의 남편의 삶과 시대를 장대한 분석으로 다루었다. 그녀는 남편을 스탈린의 억압적인 정권 아래서 예술적 순교의 상징으로 격상시켰다. 그녀는 1920년대와 그 이후 소련의 도덕적, 문화적 타락을 비판했다. 그녀의 회고록 제목은 나데즈다가 러시아어로 "희망"을 의미한다는 점에서 언어 유희를 사용한다.
세 번째 책은 미완성으로 남아있다. 이 책에는 안나 아흐마토바의 회고록이 포함되어 있는데, 40년 동안 분실된 것으로 여겨졌다. 2011년 수르캄프 출판사에서 독일어 번역판으로 출판되었다.
이 책들에 대해 비평가 클라이브 제임스는 다음과 같이 썼다. "《희망 대 희망》은 그녀를 소련 하의 자유주의 저항의 중심으로 이끌었다. 산문의 걸작이자 전기 서술 및 사회 분석의 모범이 되는 이 책은 주로 시인(그녀의 남편 오시프)이 살해되기 전의 끔찍한 박해와 고문의 마지막 해에 대한 이야기이다. 속편인 《버려진 희망》은 저자의 개인적인 운명에 대한 이야기이며, 어떤 면에서는 훨씬 더 끔찍하다. 제목이 암시하듯이, 이는 정상적인 기대를 방해하는 것이 아니라 삶의 방식으로서의 공포에 대한 이야기이기 때문이다. [두 책은] 20세기가 우리를 위해 쓴 새로운 성경의 핵심 장이었다."

## 유산
- 2010년 5월 25일, 상트페테르부르크 주립대학교 12개 대학 건물 안뜰에 오시프와 나데즈다를 위한 기념비가 공개되었다.[28]
- 2011년, 암스테르담의 한 거리가 나데즈다 만델시탐을 기념하여 명명되었다.[29]
- 2015년 9월 25일, 암스테르담 나데즈다 만델시탐 거리에 오시프와 나데즈다 만델시탐 기념비가 공개되었다. 노르웨이 표현주의 화가 에드바르 뭉크의 손녀인 한네케 데 뭉크와 시체 베커가 제작한 이 조각품은 그들의 "문학사와 역사에 대한 지속적인 영향"을 기린다.[29]